# Guimarota
Guimarota ist eine stillgelegte Kohlegrube in der Nähe von Leiria in Portugal. Einige Jahre nach der Einstellung des Bergbaus erlangte die Grube 1961 weltweit Bekanntheit als die größte und bedeutendste Fossillagerstätte für frühe Säugetiere und andere Wirbeltiere aus der Zeit des Oberjuras (vor etwa 150 Millionen Jahren). 1982 mussten die Grabungen eingestellt werden.

## Geschichte der Ausgrabungen
Die ersten Funde wurden von dem Berliner Paläontologen Walter Georg Kühne im Jahr 1959 auf der Halde der Grube gemacht. Zu dieser Zeit war die Grube, in der zwei Flöze unter Tage abgebaut wurden, noch aktiv. Erste Grabungskampagnen wurden 1960 und 1961 von Mitarbeitern der Freien Universität Berlin mit Unterstützung der Minenarbeiter weitere Funde in der abgebauten Kohle gemacht. Nach Stilllegung der Grube konzentrierte sich die Grabungstätigkeit auf Material aus den Halden, bis diese Aufsammlungen 1968 eingestellt wurden. Diese erste Grabungsperiode erwies sich als extrem erfolgreich, es wurden insgesamt 74 Kiefer und mehr als 1300 einzelne Zähne von jurassischen Säugetieren gefunden, wodurch Guimarota schon damals die bedeutendste Fundstelle mesozoischer Säugetiere war.
Im Jahr 1972 begann in Guimarota eine der größten und erfolgreichsten Unternehmungen in der Geschichte der Paläontologie. Unter der Leitung von Bernard Krebs, einem ehemaligen Assistenten Kühnes, und seines Kollegen Siegfried Henkel, zwei Paläontologen der Freien Universität Berlin, wurde der Untertagebetrieb der Grube für rein wissenschaftliche Zwecke wieder aufgenommen. Bis 1982 wurde so die Kohlengrube mit den lokalen Minenarbeitern unter Leitung der Freien Universität Berlin betrieben, wobei große Mengen fossiler Wirbeltiere sowie andere Fossilien zu Tage kamen. Finanziert wurde dieses Unternehmen von der Deutschen Forschungsgemeinschaft (DFG).
Bei den Ausgrabungen wurde Kohle unter Tage gebrochen und dann an der Oberfläche von lokalen Helfern in kleine Stücke gespalten und nach Fossilien untersucht. Erkannte Fossilreste wurden markiert und die Kohlebrocken in Plastiktüten eingeschweißt, um später in den Laboren in Berlin präpariert zu werden. Die restliche Kohle wurde chemisch aufbereitet und durch Siebe gewaschen (geschlämmt), um auch sehr kleine Fossilreste zu gewinnen. Durch diese Methode wurden in Guimarota zehntausende Reste von Wirbeltieren geborgen, die einen einmaligen Einblick in ein jurassisches Ökosystem gewähren.
1982 wurden die Grabungen eingestellt, da die Instandhaltung der Mine nicht mehr finanzierbar war. Seitdem ist die Grube mit Wasser vollgelaufen und nicht mehr begehbar.

## Die Funde
Obwohl Guimarota hauptsächlich durch die Säugetierfunde weltweit Beachtung fand, fanden sich dort Reste nahezu aller Wirbeltiergruppen eines terrestrischen Ökosystems aus der Jurazeit. Fische sind sowohl durch Haie als auch Knochenfische belegt. Bei den Amphibien kommen hauptsächlich Albanerpetontiden vor, eine Gruppe kleiner, Salamander-ähnlicher Tiere mit grabender Lebensweise, die erst im Miozän ausgestorben ist. Schildkröten sind nur mit sehr fragmentarischem Material belegt, das auf mindestens drei verschiedene Arten hindeutet.

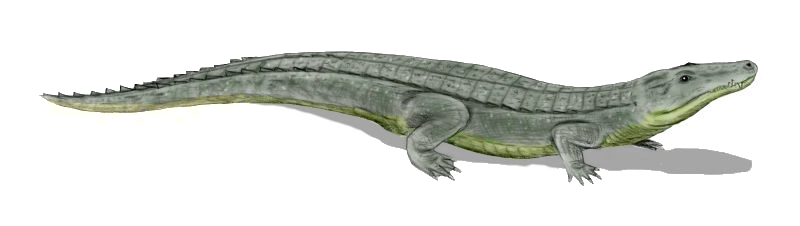
Lebendrekonstruktion von Goniopholis

Sehr divers ist die Eidechsen-Fauna. In Guimarota kommen insbesondere frühe Vertreter der Scincomorpha und der Anguimorpha vor, was in beiden Fällen mit zu den ältesten Nachweisen dieser Gruppen gehört. Krokodile gehören zu den häufigsten Funden in Guimarota. Besonders häufig sind kleine, amphibische Krokodile, wie etwa die Gattung Goniopholis. Daneben fanden sich jedoch auch Reste des riesigen Meereskrokodils Machimosaurus und eines kleinen, terrestrischen Krokodiles, Lisboasaurus.
Sehr artenreich ist auch die Dinosaurierfauna. Auffallend ist dabei, das praktisch alle Reste von kleinen Tieren stammen, was vermutlich mit dem Ökosystem und den Erhaltungsbedingungen (Taphonomie) zusammenhängt. Ebenfalls ungewöhnlich ist, dass die überwiegende Mehrheit der Reste von fleischfressenden Dinosauriern (Theropoden) stammt, darunter einer der ersten Tyrannosaurier, Aviatyrannis. Sauropoden sind nur durch Zähne, vermutlich die eines Brachiosauriden, repräsentiert, und Ornithopoden sind durch den kleinen, basalen Euornithopoden Phyllodon und mindestens einen unbestimmten Iguanodontier vertreten. Einzelne Zähne legen zudem nahe, dass auch der Urvogel Archaeopteryx in Guimarota vorkam, was somit der erste Nachweis dieses Tieres außerhalb der Solnhofener Plattenkalke wäre. Dies wurde aber später von anderen Paläontologen bestritten.

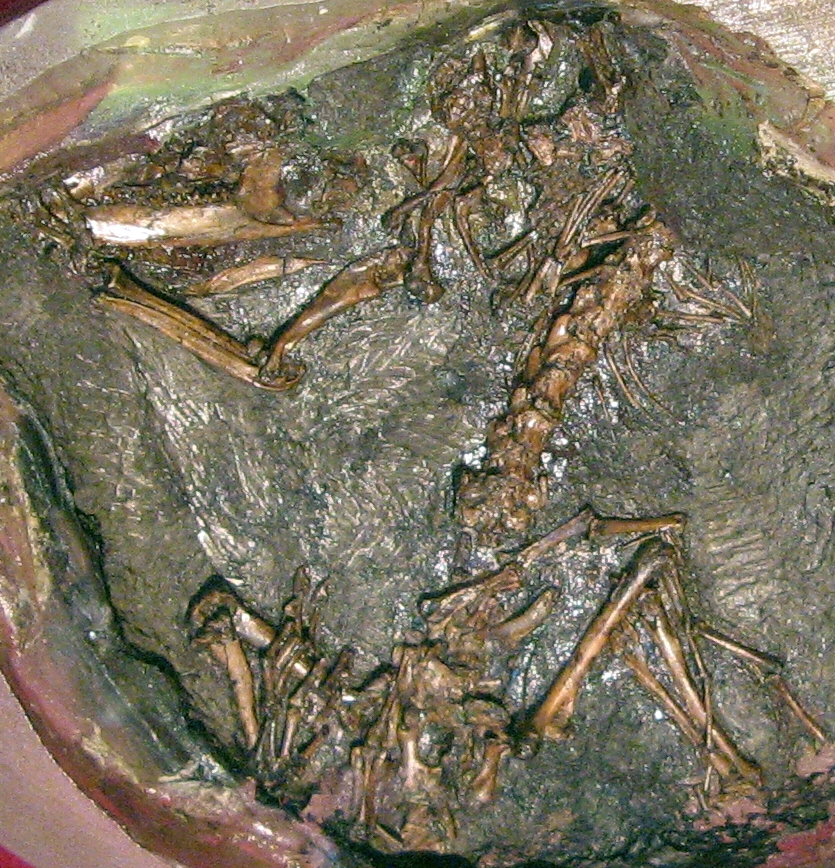
Nachbildung des nahezu vollständigen Fossils von Henkelotherium in Fundlage

Von besonderer wissenschaftlicher Bedeutung ist die Säugetierfauna von Guimarota. Ein primitives Säugetier ist der Docodonte Haldanodon, ein kleines, grabendes Tier, darin vermutlich einem heutigen Maulwurf ähnlich. Es sind zahlreiche Fossilien von Multituberkulaten entdeckt worden, insgesamt 18 Arten konnten beschrieben werden. Multituberkulaten sind eine urtümliche Säugetiergruppe, welche im Mesozoikum die ökologische Stellung der Nagetiere einnahm und erst mit der Ausbreitung der echten Nagetiere ausstarb. Von besonderem Interesse sind die Eupantotheren, die die fortschrittlichsten Säugetiere ihrer Zeit waren und bereits dem Ursprung der modernen Säugetiere (Theria: Beuteltiere und Plazentatiere) nahestehen. Zwei Gruppen der Eupantotheren kommen in Guimarota vor, die Dryolestiden und die Peramuriden. Zu den letzteren gehört das erste nahezu vollständige Skelett eines jurassischen Säugetieres, das gefunden wurde. Dieses Skelett wurde 1991 von Bernard Krebs als Henkelotherium beschrieben.

## Lebensraum
Anhand der Fossilfunde und der Sedimentologie von Guimarota lässt sich der Lebensraum rekonstruieren. Demnach handelt es sich offenbar um einen Küstensumpf, der periodisch vom Meer überschwemmt wurde, wodurch sich die marinen Faunenelemente, etwa die Haie, erklären lassen.